# 殖產興業
殖產興業（日语：／ shokusan kōgyō */?）是日本在明治维新时期提出的三大政策之一。因彼时的明治政府欲與西方列強抗衡，便以＂促進產業及資本主義的發展＂作為推動國家近代化的政策。明治政府实行殖产兴业政策的具体内容是：运用国家政权之力量以及国库资金，以各种政策为杠杆，来加速资本原始积累过程，并以国营军工企业为主导，以西方國家推動近代化進程的過程為樣板，大力扶植日本资本主义的成长。

## 历史背景
1851年，当岛津齊彬成为萨摩藩的藩主时，他就开始筹划日本第一个现代西式工厂--集成館事業。
1867年，日本第一家纺纱厂--鹿儿岛紡績所在萨摩藩成立。
江戶時代後期，日本的採行鎖國政策演變為開國政策，日本政府意識到其國力與西方列強差距懸殊，從王政復古成立的明治政府，便以富國強兵為口號，實行積極強化自身產業的政策，藉地租改正及秩祿處分，實行了稅制改革。

## 具体措施
明治政府殖产兴业的具体措施，主要有以下7个方面：
（1）废除各地关卡，培育和发展全国统一市场；建设铁路，发展航运、邮政、电报和电话等近代交通、通讯事业。
（2）接管幕府和各藩的工矿企业，加以改造和扩充，以形成国有的企业体系；大力创办各种称为“模范工厂”的新式近代企业。
（3）引进西方先进技术和设备，改造原有技术和工具；注重發展民用企業。
（4）采用奖励、保护等多种方式，鼓励优质新产品和发明创新；举办交流会、博览会以推广先进技术。  
（5）推行“劝农”政策，引进西方农业技术、农牧业品种和经营管理制度；结合“士族授产”的“劝业”，使大批原封建武士从事农垦。
（6）扶植与保护私人资本，促进私人企业发展。 为加速工业化进程，政府在1880年发布“官业下放令”，从1880年11月起，决定将军工、铸币、通讯、铁道、印刷等特殊部门以外的官营企业廉价出售给三井、三菱、川崎、古河等特权大资本家。这标志着日本的“殖产兴业”政策的根本性转变，它放弃了以国营企业为主导的资本主义工业化方针，转而实行大力扶持和保护私人资本主义的方针。
（7）奖励国产，鼓励国货出口。明治政府自19世纪80年代起，立足本国实际，认为引进必须结合国情，西方经验不能照搬。明治时代，日本在发展近代资本主义、大力引进外国先进技术的同时，广为延聘外国各行各业专家，注重人才的引进，当时外国专家的薪金，可以高出日本领导人数倍；随着本国人才的培育成长，明治政府逐步减少以致停止了这种人才引进。派遣留学生与岩倉使節團出国，致力學習西方的產業技術，同時也很注重學習内容的實用性以及學習成本的實惠性，摈弃了盲目性的學習。

## 殖产兴业的推行机构
明治3年（1870年），設置工部省（日本语：こうぶしょう），下设工学、劝工、矿山、铁路、土木建筑、灯塔、造船、电讯、制铁和制造等工商业部门，作为全面负责推行殖产兴业政策的领导机关。工部省首先接管了幕府和各藩经营的矿山和工场，创办了官营企业(即国有企业)，引进西方先进的生产技术和设备，并且兴建铁路。
1872年，官營鐵路及汽船開始運作，日本国内的交通开始發達起來。礦業事業開始運作，在群馬縣更開設富岡製絲埸的官營模範工場。
1873年，設立了統籌官營事業的內務省（日本语：ないむしょう），纠正了过去工部省偏重发展重工业的状况，以发展农业、产品加工、海运业等为主。与工部省配合，共同推行殖产兴业政策。内务省利用国家资金，创办了千住呢绒厂、新町纺纱厂和爱知纺纱厂等近代化的“模范工厂”,以此起示范作用进而推动私人资本主义工业的发展。
除工部、内务两省外，1869年在北海道设置“开拓使”（日本语：かいたくし）。它作为开发北海道的机构，积极推动北海道开发事业，如测量地形、调查矿产、开采煤矿、发展交通运输等。直到1882年2月，开拓使才被撤消，其间经营了39个工厂，如札幌炼铁厂、机械厂、啤酒厂，函馆煤气厂，厚岸罐头厂，纹鳖制糖厂等。这些工厂对北海道近代工业的发展起了很大作用。

## 金融改革
1871年頒布了新的貨幣條例；
1872年，澁澤榮一等頒行了國立銀行條例。
1880年，為了舒緩國家的財政赤字，政府以低於市值的價錢向民營企業三井、三菱賣出非軍事的產業。
1885年，廢除工務省。1882年，設立了大阪貿易會社，紡織業得到確立。經過了甲午戰爭及日俄戰爭，更大大地推進了日本的產業革命。
在民間，岩崎彌太郎所創設的三菱商會及三井，受到政府的保護，並成為政商。這個情況，更促進了財閥的形成。

## 關連項目
- 文明開化
- 明治维新

1. ↑  . コトバンク.   [2021-09-12]. （原始内容存档于2021-11-24）.
2. ↑  . コトバンク.   [2021-09-12]. （原始内容存档于2021-09-12）.
3. ↑  . コトバンク.   [2021-09-12]. （原始内容存档于2021-11-22）.
4. ↑  . 鹿児島市.   [2017-07-23]. （原始内容存档于2019-06-07）.